# Las Cruces, José Azueta
Las Cruces är en ort i Mexiko.   Den ligger i kommunen José Azueta och delstaten Veracruz, i den sydöstra delen av landet, 400 km öster om huvudstaden Mexico City. Las Cruces ligger 89 meter över havet och antalet invånare är 126.
Terrängen runt Las Cruces är platt. Runt Las Cruces är det ganska glesbefolkat, med 24 invånare per kvadratkilometer. Närmaste större samhälle är Loma Bonita, 19,7 km nordväst om Las Cruces. Omgivningarna runt Las Cruces är en mosaik av jordbruksmark och naturlig växtlighet.